# Reading Abbey Girls' School

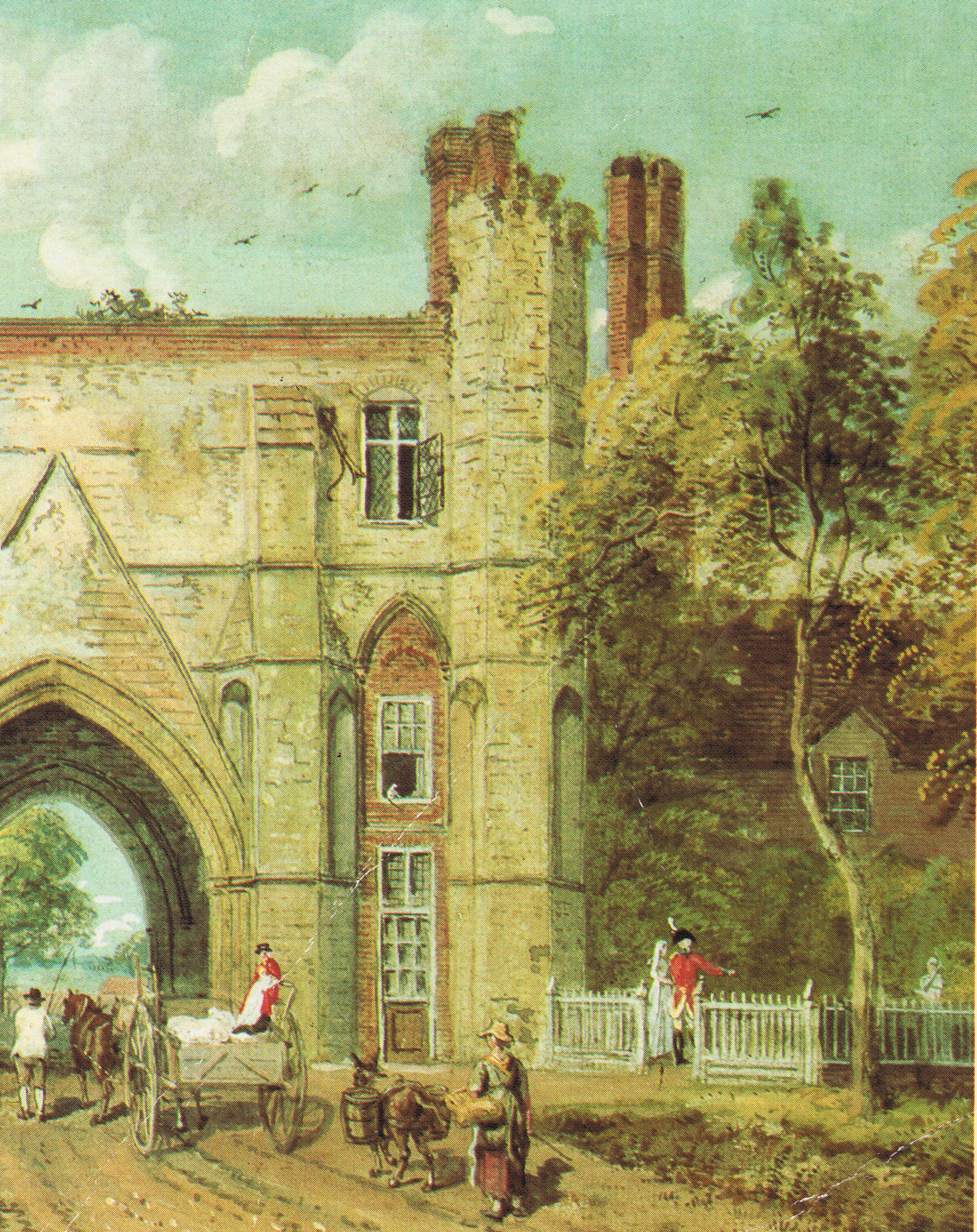
Reading Abbey Gateway by Paul Sandby (c.1730–1809)

Reading Abbey Girls' School, även kallad Reading Ladies’ Boarding School, var en flickskola i Reading, Berkshire, i Storbritannien, grundad före år 1755 och öppen till 1794. Den öppnade sedan i andra lokaler i London, där den drevs fram till 1818. 

## Historik
Skolan grundades före år 1755, då man vet att den var igång, och dess grundare Lydia Bell tog sin halvsyster Esther (senare Sarah) Hackett, kallad "Mrs La Tournelle", som kompanjon. Skolan överläts på 1790-talet på två före detta elever, systrarna Pitts. Den ena syster var författaren Lucy Lyttelton Cameron, medan den andra systern gifte sig med en av skolans lärare, Dominique de St Quentin, och därefter kallades Madame St Quentin. 
Skolan tillhörde den första generationen flickskolor som växte fram i Storbritannien vid just mitten av 1700-talet. Det var en typisk flickpension som gav en ytlig utbildning i främst sällskapstalanger. Eleverna lärde sig tala franska, dansa och spela piano, och baler och teaterföreställningar arrangerades för att öva sällskapstalanger, ibland tillsammans med den närliggande pojkskolan. Skolan tillhörde de mest framgångsrika och långvariga av sitt slag i England. På 1790-talet hade skolan ett sextiotal elever och var inrymd i en rymlig herrgård. 
Jane Austen var elev i skolan tillsammans med sin syster Cassandra 1785–1786 och använde skolan som förebild för en typisk gammaldags engelsk flickskola i sin roman Emma. En annan känd elev var författaren Mary Martha Sherwood. 
1796 såldes herrgården i Reading och skolan flyttade till nya lokaler i Hans Place i London. Paret St Quentin överlät 1809 skolan till den före detta eleven Frances Rowden, som drev den till 1818. Skolan var mindre i London än den hade varit i Reading, med endast ett tjugotal elever, men den var fortfarande en av de mest framgångsrika. Bland eleverna nämns Letitia Elizabeth Landon, Anna Maria Fielding, och Rosina Bulwer Lytton. 
Skolan stängdes 1818 när Frances Arabella Rowden följde sina tidigare arbetsgivare paret St Quentin till Paris, där de drev en del tillfälliga mindre skolor i olika lokaler.